# Liễu Đại Hoa
Liễu Đại Hoa (sinh 1950) quê ở Vũ Hán, Hồ Bắc là một vận động viên cờ tướng của Trung Quốc. Ông được phong cấp cao nhất trong cờ tướng là đặc cấp quốc tế đại sư.
Năm 1963 Liễu Đại Hoa đã vô địch cờ tướng cấp thiếu niên tỉnh Hồ Bắc. Năm 1974 ông vô địch cờ tướng Hồ Bắc và giành quyền tham dự giải vô địch cờ tướng Trung Quốc. Từ đó ông thường xuyên tham gia giải vô địch cờ tướng Trung Quốc. Năm 1980 lần đầu tiên Liễu vô địch quốc gia, vượt qua đương kim vô địch Hồ Vinh Hoa, cũng chấm dứt sự thống trị của các tay cờ miền Nam (Trung Quốc) ở giải quốc gia. Năm 1981 ông tiếp tục giành ngôi vô địch. Những năm sau Liễu đều có thứ hạng cao ở giải quốc gia. Ở giải Ngũ Dương Bôi (giải dành cho những tay cờ hàng đầu Trung Quốc), ông 2 lần vô địch vào các năm 1981 (giải đầu tiên) và 1983. Với những thành tích có được, năm 1988 Liễu nhận danh hiệu Đặc cấp quốc tế đại sư.
Liễu Đại Hoa có sở trường về đánh cờ tưởng (cờ mù - đánh không nhìn bàn), được vinh danh là Đông Phương điện não ("máy tính phương Đông"). Năm 1988, tại Thiên Tân, ông phá kỉ lục đánh cờ tưởng đồng thời 12 bàn đang tồn tại của Hồ Vinh Hoa lên 15 bàn (thắng 11, hoà 3, chỉ thua 1). Năm 1995, kỉ lục này lại bị chính Liễu phá vỡ tại Bắc Kinh với 19 bàn (thắng 16, hòa 1 và thua 2).